# The Documentary 2.5
Albums de The Game
The Documentary 2 1992
(2016)
Singles
1. El Chapo
Sortie : 9 octobre 2015

The Documentary 2.5 est le septième album studio du rappeur américain The Game, sorti en 2015. Il sort une semaine seulement après The Documentary 2.

## Liste des titres
| 1.    | New York Skit                                                                                  | Taylor, Benton | Stat Quo, The Game                   | 2:34 |
| 2.    | Magnus Carlsen (featuring Anderson .Paak)                                                      | Taylor, Brandon Paak, Ebong | Bongo the Drum Gahd                  | 5:29 |
| 3.    | Crenshaw / 80s and Cocaine (featuring Anderson .Paak & Sonyae)                                 | Taylor, Farid Nassar, Paak | Fredwreck, THX, Travis Barker (add.) | 4:35 |
| 4.    | Gang Bang Anyway (featuring Jay Rock & Schoolboy Q)                                            | Taylor, Johnny McKinzie, Jr., Quincy Hanley, Ebong | Bongo the Drum Gahd                  | 5:05 |
| 5.    | The Ghetto (featuring Nas & will.i.am)                                                         | Taylor, Nasir Jones, Adams, Jr. | will.i.am                            | 6:01 |
| 6.    | From Adam (featuring Lil Wayne)                                                                | Taylor, Dwayne Carter, Jr., Valenzano, Lyon | Cool & Dre                           | 3:45 |
| 7.    | Gang Related (featuring Asia Bryant)                                                           | Taylor, Asia Bryant, West, Ebong | Bongo the Drum Gahd                  | 4:09 |
| 8.    | Last Time You Seen (featuring Scarface & Stacy Barthe)                                         | Taylor, Brad Jordan, Stacy Barthe, Larry Griffin, Jr. | S1, G Koop                           | 3:50 |
| 9.    | Intoxicated (featuring Dion)                                                                   | Taylor, Dion Jenkins, Khalil Abdul-Rahman | DJ Khalil                            | 3:04 |
| 10.   | Quiks Groove (featuring DJ Quik, Sevyn Streeter & Micah)                                       | Taylor, David Blake, Amber Streeter, Micah | DJ Quik                              | 5:41 |
| 11.   | Outside (featuring E-40, Mvrcus Blvck & Lil E)                                                 | Taylor, Earl Stevens, Black, Travis Barker | Travis Barker                        | 4:00 |
| 12.   | Up on the Wall (featuring Problem, Ty Dolla $ign & YG)                                         | Taylor, Jason Martin, Tyrone Griffin, Jr., Keenon Jackson, James "J.T." Taylor, Ronald Bell, Kevin Gilliam                                                   | Battlecat                            | 5:05 |
| 13.   | Sex Skit                                                                                       | Taylor, Ebong | Bongo the Drum Gahd                  | 2:51 |
| 14.   | My Flag / Da Homies (featuring Ty Dolla $ign, Jay305, AD, Mitchy Slick, Joe Moses, RJ & Skeme) | Taylor, Griffin Jr., Jay "Jay305" Cummings, Charles Mitchell, Joseph "Joe Moses" Moses, Armand "AD" Douglas, Reginald Palmer, Lonnie Kimble, Dijon McFarlane | DJ Mustard                           | 6:37 |
| 15.   | Moment of Violence (featuring King Mez, Justus & Jon Connor)                                   | Taylor, Morris Ricks II, Jon Freeman, Jr., Justin Mohrle, John Groover, Michael Cox, Jr., Abdul-Rahman                                                       | Mike & Keys, DJ Khalil               | 3:22 |
| 16.   | Like Father, Like Son 2 (featuring Busta Rhymes)                                               | Taylor, Trevor Smith, Jr., Alan Maman, Ebong | The Alchemist, Bongo the Drum Gahd   | 4:44 |
| 17.   | Life                                                                                           | Taylor, Aloysius Brown, Mellenius | Tone Mason                           | 2:58 |
| 73:50 |                                                                                                | |                                      |      |

| Titre bonus iTunes | Titre bonus iTunes            | Titre bonus iTunes                     | Titre bonus iTunes       | Titre bonus iTunes | Titre bonus iTunes | Titre bonus iTunes | Titre bonus iTunes | Titre bonus iTunes | Titre bonus iTunes |
| No                 | Titre                         | Auteur                                 | Producteur(s)            | Durée              |                    |                    |                    |                    |                    |
| ------------------ | ----------------------------- | -------------------------------------- | ------------------------ | ------------------ | ------------------ | ------------------ | ------------------ | ------------------ | ------------------ |
| 18.                | El Chapo (featuring Skrillex) | Taylor, Sonny Moore, Shondrae Crawford | Mr. Bangladesh, Skrillex | 3:40               |                    |                    |                    |                    |                    |
| 77:30              |                               |                                        |                          |                    |                    |                    |                    |                    |                    |

## Samples
- Up on the Wall contient des samples de Get Down on It de Kool and the Gang.
- Like Father, Like Son 2 contient des samples de Like Father, Like Son de The Game featuring Busta Rhymes.
- Life contient des samples de You Give Good Love Whitney Houston et de Some How Some Way de Jay-Z.
- Magnus Carlsen contient un sample de Rocket Love de Stevie Wonder.
- Crenshaw / 80s and Cocaine contient des samples de Power of Soul d'Idris Muhammed et de Blow Your Head de Fred Wesley & The J.B.s.
- The Ghetto contient un sample de Tower Of Power de Sparkling in the Sand.
- From Adam contient un sample de Who Made You Go de Faith, Hope & Charity.
- El Chapo contient un sample de Granada" de Frank Sinatra.

## Classements

### Classements hebdomadaires
| Pays et classement (2015)           | Meilleure position |
| ----------------------------------- | ------------------ |
| Belgique (Flandre Ultratop)         | 80                 |
| Canada (Canadian Albums)            | 8                  |
| Pays-Bas (Mega Album Top 100)       | 89                 |
| France (SNEP)                       | 86                 |
| Allemagne (GfK Entertainment)       | 45                 |
| Irlande (IRMA)                      | 32                 |
| Nouvelle-Zélande (RMNZ)             | 24                 |
| Suisse (Schweizer Hitparade)        | 20                 |
| Royaume-Uni (UK Albums Chart)       | 23                 |
| Royaume-Uni (R&B Albums)            | 3                  |
| États-Unis Billboard 200            | 6                  |
| États-Unis (Top R&B/Hip-Hop Albums) | 2                  |

### Classements de fin d'année
| Chart (2015)                                  | Peak position |
| --------------------------------------------- | ------------- |
| États-Unis (Billboard Independent Albums)     | 32            |
| États-Unis (Billboard Top R&B/Hip-Hop Albums) | 69            |